# Tnuva
Tnuva Food Industries Agricultural Co-Op in Israel Ltd., allgemein nur Tnuva genannt (hebräisch תְּנוּבָה מֶרְכַּז שִׁתּוּפִי לְשִׁוּוּק תּוֹצֶרֶת חַקְלָאִית בְּיִשְׂרָאֵל בָּעָ״מ Tnūvah - Merkas Schittūfī ləSchiwwūq Tōzeret Chaqlaʾīt bəJisraʾel BʿA"M, deutsch ‚Bodenertrag - Genossenschaftliches Zentrum für Vermarktung landwirtschaftlicher Produktion in Israel GmbH‘), ist ein israelisches Agrarunternehmen, dessen Schwerpunkt auf der Erzeugung und Vermarktung von Milch und Milchprodukten liegt. Weitere Produktbereiche sind Fleisch, Fisch, Eier, Backwaren und haltbar verpackte Lebensmittel (Tiefkühlkost).

## Marktposition
Mit einem Marktanteil von mehr als 70 % bei Milchprodukten ist Tnuva zumindest das größte Molkereiunternehmen Israels, nach eigenen und anderen Angaben sogar das größte Lebensmittelunternehmen des Landes überhaupt. Auf der jährlich von Dun & Bradstreet veröffentlichten Liste „Dun’s 100“ stand Tnuva für das Geschäftsjahr 2006 auf Rang 25 der umsatzstärksten Unternehmen des Landes (ohne Banken und Versicherungen). Die israelische Kartellbehörde stufte Tnuva als Monopolunternehmen ein, was staatliche Regulierung und Preisüberwachung zur Folge hat.

## Geschichte
Tnuva wurde 1926 unter der Leitung der Histadrut-Unterorganisation Chevrat ʿOvdim von rund 620 Kibbuzim und Moschavim als Zentralgenossenschaft zur Vermarktung ihrer landwirtschaftlichen Erzeugnisse gegründet. Zu Anfang beschränkte sich das Sortiment Tnuvas auf Trinkmilch, ab den 1930er Jahren kamen andere Milchprodukte hinzu.
2005 expandierte Tnuva nach Rumänien und investierte mit Unterstützung der Europäischen Bank für Wiederaufbau und Entwicklung fast 60 Millionen Euro in den Neubau einer Molkerei in Popești-Leordeni im Kreis Ilfov. In Adunații-Copăceni im Kreis Giurgiu erwarb Tnuva für 1 Million Euro einen großen Milchviehbetrieb und modernisierte ihn. Da die Produktionskosten aber im lokalen Markt nicht wettbewerbsfähig waren, wurde die Gewinnzone nicht erreicht. Der Landwirtschaftsbetrieb wurde 2011 geschlossen, 2012 meldete die rumänische Tochtergesellschaft Insolvenz an. Die stillgelegte Fabrik wurde 2013 vom türkischen Molkereikonzern Süt Ürünleri A.Ş. (Sutaş) gekauft.
Im Jahr 2006 wollte das kalifornische Investmentunternehmen Markstone Capital Partners Fund Tnuva für 750 Mio. Dollar übernehmen, scheiterte allerdings unter anderem an der Schwierigkeit, die Mehrheit der Genossenschafter für die Umwandlung von Tnuva in eine Kapitalgesellschaft zu erhalten. Ende 2006 gewann das britische Investmentunternehmen Apax Partners zusammen mit dem israelischen Investor Mivtach Schamir Holdings (kontrolliert von Meʾir Schamir) eine Ausschreibung zur Übernahme, die Anfang Januar 2008 abgeschlossen wurde. Der Kaufwert wird auf über 1 Mrd. Dollar geschätzt. Seither hielt Apax 56,05 % der Anteile an Tnuva, Granot (Verbund der verbliebenen Kibbuz- und Moschav-Genossenschaften) 23,3 % und Mivtach Schamir Holdings 20,67 %.
Im Juni 2011 führten Preiserhöhungen bei Hüttenkäse zu Protesten in Israel und Boykottaufrufen vor allem gegen Tnuva, die jedoch weitgehend wirkungslos blieben; für einen Teil seiner Produkte senkte Tnuva die Verkaufspreise um etwa 15 %.
Im Januar 2012 verhängte das israelische Umweltministerium wegen Nichteinhaltens von Vorschriften bei der Vorbehandlung und Einleitung von Abwässern ins Meer eine Strafe von 15 Mio. Schekel (umgerechnet 3,96 Mio. Dollar) gegen Tnuva. Dies war die bis dahin höchste jemals gegen ein israelisches Unternehmen verhängte Umweltstrafe.
Am 22. Mai 2014 gaben Apax und der staatseigene chinesische Lebensmittelhersteller Bright Food die Unterzeichnung eines Vorvertrags über den Erwerb eines Anteils von 56 % an Tnuva durch Bright Food für 8,6 Mrd. Schekel (2,5 Mrd. Dollar) bekannt. Die Bright Food Group ist das zweitgrößte chinesische Lebensmittelunternehmen. Die Komplettierung der Übernahme war zunächst bis 5. Oktober 2014 anvisiert. Da bei Tnuva unter anderem in Folge des Gazakonfliktes in diesem Jahr der Umsatz zwischenzeitlich einbrach, zögerte Bright Food mit der Umsetzung, die Frist wurde um drei Monate bis 5. Januar 2015 verlängert.
Am 30. März 2015 wurde die Übernahme dann doch abgeschlossen. Aufgrund schlechter als erwartet verlaufender Geschäfte nach der Übernahme und einer seither um 40 % gesunkenen Bewertung des Unternehmens verkündete Bright Food 2016 ein Kostensparprogramm bei Tnuva.
Ende 2016 begann die Zentrale Disziplinarkommission der Kommunistischen Partei Chinas mit Ermittlungen gegen Manager von Bright Food. Sie sollen beim Kauf von Tnuva, dessen Preis nachträglich als überhöht eingeschätzt wurde, Bestechungsgelder erhalten haben. Der zum neuen CEO von Tnuva ernannte Guo Benheng verschwand und wurde wegen Korruption zu sechs Jahren Haft verurteilt.